# Islas Baker
Las islas Baker  son unas islas que están situadas en el océano Pacífico en la región austral de Chile, en el centro de la entrada al seno Baker.
El grupo está formado por tres islas grandes y varias pequeñas. Las islas mayores son las siguientes: Zealous, Porcia y Orlebar, entre las pequeñas están Sombrero, Scout, Tito, Scylla y Alert.
Administrativamente pertenecen a la provincia Capitán Prat de la Región de Aysén.

## Geografía
Mapa de las islas
Las islas forman dos cordones, uno occidental en el que se hallan las islas Sombrero, Zealous, Scout, Scylly y Alert; y un cordón oriental formado por las islas Porcia, Tito y Orlebar.
Entre las islas se forman varios canales: Cronjé, Krüger, Somerset y Tito y otros sin nombre. Existen algunos surgideros como caleta Hale y otros.

## Islas Principales

### Isla Sombrero
Mapa de la isla
Está situada al fondo de la bahía Tarn, en el lado oriental de la entrada norte del canal Messier. Sus coordenadas son 47°48′S 74°42′O / -47.800, -74.700. Su lado más ancho mide 1,8 millas.
Sus límites son al norte y al este el seno Baker, al sur un canal sin nombre que la separa de la isla Zealous y al oeste las aguas del canal Messier.
Vista desde el mar tiene un aspecto característico y redondeado que al aproximarse parece un sombrero.
Alcanza una altura de 427 metros. Su costa no ofrece fondeaderos.

### Isla Zealous
Mapa de la isla
Está ubicada media milla al sur de la isla Sombrero en el lado oriental del canal Messier. Sus coordenadas son 47°50′S 74°41′O / -47.833, -74.683. Su largo mayor es de 5,5 millas.
Limita al norte con un canal sin nombre que la separa de la isla Sombrero, al este con el canal Cronjé que la separa de la isla Porcia, al sur con otro canal sin nombre que la separa de la isla Scout y al oeste con el canal Messier.
Es montañosa y muy accidentada. Al centro tiene un cerro de 671 metros de altura y en la parte sur otro de 461 metros.
En su extremo SW hay instalada una baliza ciega de 6 metros de alto.

### Isla Porcia
Mapa de la isla
Ubicada al oriente de la isla Zealous. Sus coordenadas son 47°51′S 74°36′O / -47.850, -74.600. Tiene un longitud máxima de 4,9 millas.
Limita al norte con el seno Baker que la separa del continente, al este con el canal Joubert, nombre que en este sector toma el canal Baker, que la separa de la isla Vicente, al sur con el canal Krüger que la separa de las islas Orlebar y Tito. Al oeste con el canal Cronjé que la separa de la isla Zealous.
Es montañosa y tiene dos cumbres cónicas características, una en la parte NE de 893 metros de altura y la otra en el sector SE de 637 metros. En su costa oriental está caleta Dewet.

### Isla Scout
Mapa de la isla
Se encuentra al sur de la isla Zealous. Sus coordenadas son 47°55′S 74°41′O / -47.917, -74.683. Su ancho mayor es de 2,1 millas-
Limita al norte con un canal sin nombre que la separa de la isla Zealous, al este y sur corre el canal Krüger que la separa de las islas Tito y Orlebar. Al oeste corre el canal Messier.
Es pequeña y al centro tiene un cerro de forma cónica de 639 metros de altura.

### Isla Tito
Mapa de la isla
Ubicada al SE de la isla Zealous, al E de la isla Scout e inmediatamente al norte de la isla Orlebar de la que está separada por el canal Tito. Es pequeña, tiene solo 1 nmi de largo y baja, no alcanza los 100 metros de alto. Cubierta de musgo.

### Isla Scylla
Mapa de la isla
Localizada inmediatamente al sur de la isla Scout de la que está separada por el paso Scout. Por el sur se encuentra la isla Alert separadas por un canal de no más de 1 cable ancho pero muy profundo. Es pequeña, tiene 2 nmi de largo. Escarpada, alcanza los 100 metros de alto.

### Isla Orlebar
Es la isla ubicada más al sur del grupo de las islas Baker. Sus coordenadas son 47°57′S 74°38′O / -47.950, -74.633. Su mayor largo es de 4 millas.
Por el norte y oeste está rodeada por el canal Krüger que la separa de las islas Alert, Scylla , Scout, Zealous y Porcia y por sus lados este y sur está rodeada por los canales Baker y Somerset.
Es montañosa y se aprecian tres cumbres en ella. Al centro un cerro de 796 metros de alto, al norte uno de 694 metros y al sur una elevación de 598 metros.
En la costa oeste se encuentra la caleta Hale, fondeadero apto para naves de hasta 80 metros de eslora.

## Canales y surgideros

### Canal Cronjé
Corre entre las islas Zealous y Porcia. Tiene aproximadamente 5,5 millas de largo. Es ancho, profundo y tortuoso. En su entrada sur existen algunos islotes.
Entre los islotes de la parte sur se sondan 18 metros con fondo de fango, lo que podría ofrecer un fondeadero de emergencia a una nave pequeña siempre que se cuente con la asistencia de un práctico local.

### Paso Scout
Mapa del paso
Fluye entre las islas Scout y Scylla. Es muy estrecho, solo 45 metros de ancho con ambas costas muy acantiladas. Aunque no es apto para la navegación comercial, una nave pequeña, potente y con un práctico local, podría emplearlo.

### Canal Tito
Se encuentra entre la parte sur de la isla Tito y la isla Orlebar. Tiene unas 2 millas de largo. Es muy angosto y profundo.
En la boca oriental del canal hay un excelente fondeadero para naves de hasta 100 metros de eslora. Recomendado para naves que navegando de sur a norte deseen esperar tiempo favorable para cruzar el golfo de Penas.

### Canal Krüger
Es un canal de unas 8 millas de largo total. Sigue 3 cursos: 3,5 millas en dirección norte entre las islas Alert y Scout por el occidente y las islas Orlebar y Tito por el oriente. Luego corre 1,5 millas en dirección NE y finalmente 3 millas en dirección este entre las islas Zealous y Porcia por el norte y Tito y Orlebar por el sur uniéndose al canal Joubet.
Es limpio, ancho y profundo. A la altura del canal Cronjé hay 2 rocas que están señalizadas en las cartas de navegación.

### Canal Somerset
Este canal comunica las aguas del canal Messier con las del canal Baker. Tiene 8 millas de largo. Corre entre la isla Orlebar por el norte y la costa de la península Swett por el sur
El canal es muy profundo, ancho y limpio.

### Caleta Hale
Mapa de la caleta
Se encuentra sobre la costa oeste de la isla Orlebar. Las coordenadas de su punto de referencia son 47°58′S 74°38′O / -47.967, -74.633
En el lado oriental de la caleta se eleva el monte Orlebar de 540 metros de altura y por cuyas laderas cuando hay viento bajan fuertes williwaws que hacen peligrosa esta caleta.
Ofrece fondeadero para naves menores de 80 metros de eslora en 29 a 31 metros de profundidad sobre fondo de fango.